# Седых, Анатолий Михайлович
Анатолий Михайлович Седы́х (род. 28 ноября 1964 года, Заполярный, Мурманская область, РСФСР, СССР) — российский предприниматель, председатель совета директоров АО «Объединённая металлургическая компания». Кандидат экономических наук. Президент Благотворительного фонда поддержки семьи, защиты детства, материнства и отцовства «ОМК-Участие».

## Биография
Анатолий Седых родился 28 ноября 1964 года в Заполярном Мурманской области.
В 1987 году окончил Московский институт стали и сплавов по специальности «инженер-экономист». На сегодняшний день является членом Наблюдательного совета НИТУ «МИСиС». В 1998 году защитил в Государственном университете управления кандидатскую диссертацию об управленческой команде в системе управления холдингом.
В 1987—1989 годах работал инженером-экономистом в Центральном НИИ чёрной металлургии.
В 1989 году занял должность руководителя отдела совместного научно-производственного предприятия «Корунд».
В 1989 году занялся собственным бизнесом, совместно с партнёрами построив на кредит в 1,5 млн долларов США от Сбербанка цех по переработке металлолома и выпуску ферротитана в Подмосковье — «Вторметинвест».
В 1992 году учредил с партнёрами Объединённую металлургическую компанию (ОМК).
В 1993 году учредил с партнёрами «Металлинвестбанк» и до 1999 года занимал пост его председателя правления.
В 1996—1997 годах в состав группы ОМК вошли Чусовской металлургический завод (АО «ЧМЗ», г. Чусовой, Пермский край) и Выксунский металлургический завод (АО «ВМЗ», г. Выкса, Нижегородская область). Позже — АО «Губахинский кокс» (продан в 2010 году), АО «Щёлковский металлургический завод», АО «Альметьевский трубный завод», АО «Трубодеталь» (г. Челябинск), АО «Благовещенский арматурный завод», ООО «Белэнергомаш-БЗЭМ», АО «ОМК Стальной путь» (ранее — ВРК-3).
С 1999 года занимал руководящие должности, когда возглавил Выксунский металлургический завод и вывел предприятие из кризиса. Затем был генеральным директором ОМК и председателем совета директоров ВМЗ. В 2002 году выбран председателем совета директоров ОМК, в 2003—2006 годах занимал должность президента ОМК. В 2013 году избран председателем правления ОМК. В настоящее время — председатель совета директоров ОМК.
Под руководством Анатолия Седых Объединённая металлургическая компания реализовала несколько масштабных инвестиционных проектов на общую сумму 350 млрд руб. В частности, созданный на базе Выксунского металлургического завода российский инновационный кластер по производству труб для магистральных нефтегазопроводов внёс значительный вклад в импортозамещение труб большого диаметра в России.

## Семья
Женат, двое детей.
Жена — Ирина Игоревна Седых, председатель попечительского совета Благотворительного фонда «ОМК-Участие». Дети — Дмитрий и Влад, 2000 года рождения.

## Состояние
Входит в рейтинг журнала Forbes с 2005 года, занимая места: 78 (2005), 44 (2006), 54 (2007), 61 (2008), 81 (2009), 60 (2010), 50 (2011), 44 (2012), 63 (2013), 100 (2014). Состояние в 2012 году журнал оценивал в 2 млрд долларов США. В 2014 году в рейтинге «Российские миллиардеры в мировом рейтинге Forbes — 2013» находился на 882-м месте.
По мнению журнала «Финанс» на начало 2009 года, Анатолий Седых имеет состояние в размере 2,5 млрд долларов США, а также занимает 19-е место в рейтинге российских миллиардеров.

## Награды
- Почетная грамота Министерства промышленности и торговли Российской Федерации (2004 год).
- Медаль ордена «За заслуги перед Отечеством» II степени (2008 год).
- Орден Дружбы (23 марта 2015 года) — за достигнутые трудовые успехи, многолетнюю добросовестную работу и активную общественную деятельность[13].
- Почётное звание «Почётный металлург» (2015 год).
- Благодарность министра культуры Российской Федерации (2015 год).
- Орден Святой Анны (12 апреля 2018 года) 3-й степени — за сохранение исторического наследия России[14].
- Орден Звезды Италии степени Командор (2021 год) — за вклад в развитие дружественных отношений и сотрудничества с Россией[15].
- Премия «Филантроп года» журнала Forbes, специальный приз редакции «Открытие года» (2021 год) — за развитие культуры и благотворительности, проведение в рамках фестиваля «Выкса | Арт-овраг» «Сезона Эрика Булатова»[16].
- Премия газеты The Art Newspaper Russia, номинация «Личный вклад» (2021 год) — за превращение регионального промышленного центра в столицу современного паблик-арта благодаря фестивалю «Выкса | Арт-овраг»[17].
- Орден Почёта (4 декабря 2023 года) — за достигнутые трудовые успехи и многолетнюю добросовестную работу[18]
- Орден Преподобного Сергия Радонежского II степени (2025 год, РПЦ)[19]

## Благотворительность
В 2008 году Анатолий и Ирина Седых стали инициаторами создания и бессменными руководителями благотворительного фонда «ОМК-Участие». Фонд занимается реализацией системных изменений в качестве жизни детей с инвалидностью либо оставшихся без попечения родителей, формированием инклюзивной среды; развитием культуры и искусства; оказывает адресную помощь оказавшимся в трудной жизненной ситуации семьям и детям. С 2011 года по инициативе фонда в городе Выксе Нижегородской области проходит фестиваль «Выкса | Арт-овраг». Фонд входит в Топ-40 лучших частных и благотворительных некоммерческих организаций России по версии рейтингового агентства RAEX. В его рейтинге НКО по уровню партнёрского потенциала «ОМК-Участие» занял 37-е место из 203.

## Санкции
22 февраля 2024 года, из-за российского вторжения в Украину, Седых включён в санкционный список Великобритании. Ранее, в октябре 2022 года, Седых попал в санкционный список Украины.